# Тихомировка (Калининградская область)
Тихомировка (до 1947 — Татаррен (нем. Tatarren)) — посёлок в Озёрском городском округе Калининградской области.

## История
Первые упоминания о поселке относятся к началу XVII века. Название Татаррен получил от существовавшей здесь татарской колонии.
В 1817 году поместье Татаррен приобрел Эрнст фон Заукен из Тарпучена (ныне поселок Лужки). В 1848 году семья фон Заукен построила в Татаррене здание усадьбы. В 1903-1904 годах усадьбу перестроили, расширили, провели водопровод и электричество. Конезавод Татаррена разводил тракененскую породу и был одним из пяти крупнейших конезаводов округа.
Во время Первой мировой войны имение Татаррен серьезно пострадало в сражении у посёлка Адамхайде. В 1917 году его восстановили на поступившие из центральной Германии инвестиции.
После Второй мировой войны в 1947 году посёлок был переименован в Тихомировку и был отнесен к Новостроевскому сельскому совету Озёрского района, позже посёлок вошёл в состав Некрасовского Сельсовета. С 2008 по 2014 год Тихомировка входила в состав Новостроевского сельского поселения, с 2015 по 2022 год - в Озерский городской округ, с 2022 - в Озерский муниципальный округ.

## Население
| 1818 | 1863 | 1907 | 1925 | 1933 | 1939 | 2002 |
| ---- | ---- | ---- | ---- | ---- | ---- | ---- |
| 43   | ↗261 | ↘195 | ↗230 | ↗300 | ↘269 | ↘27  |
| 2010 |      |      |      |      |      |      |
| ↘14  |      |      |      |      |      |      |